# Adesmus fulvicornis
Adesmus fulvicornis là một loài bọ cánh cứng trong họ Cerambycidae.